# Promises and Lies
Albums de UB40
Labour of Love II
(1993) Labour of Love, Volumes I and II
(1994)
Promises and Lies est un album du groupe de reggae britannique UB40, il est sorti en 1993.
L'album a été classé meilleur album de reggae dans le Billboard en 1994.
Can't Help Falling in Love est une reprise d'une chanson qui a été popularisée par Elvis Presley.

## Titres
1. "C'est La Vie" (4:31)
2. "Desert Sand" (4:48 )
3. "Promises and Lies" (3:38)
4. "Bring Me Your Cup" (5:41)
5. "Higher Ground" (4:21)
6. "Reggae Music" (4:06)
7. "Can't Help Falling in Love" (3:27)
8. "Now and Then" (3:40)
9. "Things Ain't Like They Used to Be" (4:01)
10. "It's a Long Long Way" (4:29)
11. "Sorry" (4:27)

## Musiciens
- Astro
- James Brown
- Ali Campbell
- Robin Campbell
- Earl Falconer
- Norman Hassan
- Brian Travers
- Michael Virtue